# Басов, Владимир Владимирович
Влади́мир Влади́мирович Ба́сов (род. 9 февраля 1959, Москва, СССР) — советский и российский киноактёр, кинорежиссёр, сценарист, продюсер. Заслуженный деятель искусств РФ (2007).

## Биография
Владимир Басов родился 9 февраля 1959 года в Москве в семье известного актёра и режиссёра Владимира Басова и актрисы Натальи Фатеевой.
В 1981 году окончил курс Сергея Бондарчука.
Сниматься стал, будучи подростком в начале 1970-х годов, играл в фильмах «Москва — Кассиопея», «Отроки во Вселенной», «Время и семья Конвей», «Чужие здесь не ходят» и др.
Как режиссёр дебютировал в 1993 году фильмом «Бездна, круг седьмой». До этого снимал сюжеты для киножурнала «Ералаш». В сюжете «Друг» (1992) снялся сын Владимира Басова — Иван.

## Личная жизнь
- Жена — Ольга Викторовна Басова (род. 1 августа 1959).
  - Сын — Иван Владимирович Басов (род. 1 декабря 1984).

## Фильмография

### Актёр
1. 1973 — Москва — Кассиопея — Федя Лобанов (Лоб)
2. 1974 — Отроки во Вселенной — Федя Лобанов (Лоб)
3. 1975 — Ералаш Выпуск № 4 (сюжет "Новенький") — пионервожатый (нет в титрах)
4. 1977 — Трясина — Петя Корнаков
5. 1984 — Время и семья Конвей — Эрнест Биверс в юности
6. 1985 — Чужие здесь не ходят — Косырев
7. 1985 — Сон в руку, или Чемодан — Павел Тюрин
8. 1986 — Без сына не приходи! — Валентин Петрович
9. 1986 — Семь криков в океане — Хуан Сантильяна
10. 1987 — Кувырок через голову — продавец эрдельтерьера Эммы
11. 1987 — Ералаш Выпуск №62  (сюжет "Где эта улица, где этот дом?") — репортёр
12. 1988 — Командировка — Алик Морозов
13. 1988 — В одной знакомой улице… — командир повстанцев
14. 1988 — Корабль
15. 1989 — Авария — дочь мента — сутенёр в переходе
16. 1991 — Жена для метрдотеля — Валерий Никольский
17. 1991 — Исчадье ада — муж Елены
18. 1991 — Окно напротив — Бойн
19. 1991 — Волкодав — Сергей Евгеньевич
20. 1991 — Действуй, Маня! — предприниматель на рынке
21. 2006 — Жаркий ноябрь — прокурор

### Режиссёр
1. 1992 — Ералаш Выпуск № 91 и Выпуск № 95 (сюжеты "Яблоко" и "Друг")
2. 1993 — Бездна, круг седьмой
3. 1995 — Одинокий игрок
4. 2000 — Вместо меня
5. 2001 — Любовь.ru
6. 2001 — Кобра
7. 2003 — Чистые ключи
8. 2005 — Не забывай
9. 2006 — Никогда не разговаривайте с неизвестными
10. 2006 — Жаркий ноябрь
11. 2007 — Сваха
12. 2007 — Безмолвный свидетель
13. 2007 — Срочно в номер.

### Сценарист
1. 2010 — Обратный путь (участие)

### Продюсер
1. 2008 — Вторжение
2. 2010 — Терапия любовью.

### Озвучивание мультфильмов
- 1985 — Боцман и попугай (3 выпуск) — кинорежиссёр